# Archidendron muricarpum
Archidendron muricarpum är en ärtväxtart som först beskrevs av André Joseph Guillaume Henri Kostermans, och fick sitt nu gällande namn av Bernard Verdcourt. Archidendron muricarpum ingår i släktet Archidendron och familjen ärtväxter. Inga underarter finns listade i Catalogue of Life.